# Vakcenska kiselina
Vakcenska kiselina je omega-7 masna kiselina. Ona je prirodna trans-masna kiselina prisutna u masti ruminirajućih životinja i mlečnim proizvodima (mleku, puteru, i jogurtu). On je takođe predominantna masna kiselina u ljudskom mleku.
Njeno IUPAC ime je (E)-11-oktadecenoinska kiselina, a njeno lipidno skraćeno ime je 18:1 trans-11. Ime je izvedeno iz lat. vacca - krava.
Vakcenska kiselina je otrkivena 1928 u životinjskim mastima i puteru. Ona je glavni 'trans-masno kiselinski izomer prisutan u mlečnoj masti. Sisari je konvertuju u rumensku kiselinu, konjugovanju linoleinsku kiselinu,
koja ima antikarcinogena svojstva.